# Fårösund (sund)

Fårösund är sundet mellan Gotland (huvudön) och ön Fårö. Sundet är cirka 8 km långt i riktningen nordväst till sydost. Fårösunds tätort ligger på Gotlands-fastlandet.
Fårösund har två inlopp, Norra gattet och Södra gattet. De är betydligt smalare (bara 1–2 km) än den mellanliggande breda delen (4 km bred) som förr utgjorde en utmärkt naturhamn. Sundet kunde användas som krigshamn för flottenheter. Av militära skäl befästes därför båda gatten. År 1712 befästes Södra gattet med batteri, blockhus och kanoner. Dessa anläggningar förföll efter 1721.
Under Krimkriget 1854–1856 hade västmakterna England och Frankrike sin Östersjöflotta stationerad här och naturhamnen Fårösund utnyttjades av hundratals fartyg. Vid en internationell kris 1885 mellan England och Ryssland befästes Södra gattet vid Ryssudden med ett batteri kanoner. Dessa var 12 cm framladdningskanoner av Flottans typ. Senare byggdes ett kanonbatteri även vid Norra gattet och slutligen ett tredje i Södra gattets sydöstra del, vid Bungenäs. 1900–1902 byggdes anläggningarna vid Norra och Södra gattet om och fick modernare bestyckning. Ett detachement av kustartilleriet förlades hit. Från 1905 kallades anläggningarna Fårösunds kustposition, senare Fårösunds fästning. Alla anläggningarna avvecklades 1919. Batteriplatserna är idag fullt synliga, Batteri I vid Södra gattet, Batteri II vid Norra gattet, Batteri III på Bungenäs.